# Difenylocyjanoarsyna
Difenylocyjanoarsyna – metaloorganiczny związek chemiczny, drażniący bojowy środek trujący z grupy sternitów. Był stosowany w I wojnie światowej w mieszaninie z difenylochloroarsyną.

## Właściwości
Jest bezbarwną krystaliczną substancją o temperaturze topnienia  35 °C i wrzenia 213 °C, przy ciśnieniu 21 mmHg. Gęstość – 1,45 g/cm³. Maksymalne dopuszczalne stężenie par cmax = 1,5×10−4 mg/dm³ (przy 20 °C). Produkt techniczny jest brunatną cieczą. Słabo rozpuszczalna w wodzie (ok. 0,2%), lepiej w rozpuszczalnikach organicznych i innych bojowych środkach trujących (fosgen, difosgen, chloropikryna, iperyt siarkowy, arsyny).

## Działanie toksyczne
Difenylocyjanoarsyna silnie drażni błony śluzowe oczu i górnych dróg oddechowych. Powoduje łzawienie, kaszel, kichanie, ból w płucach i utrudnione oddychanie. Objawy trwają kilka – kilkanaście godzin po czym zanikają bez trwałych następstw. Pierwsze objawy podrażnienia występują przy stężeniu 10−4 mg/dm³. Wysokie stężenia (około 2 mg/dm³) mogą spowodować śmierć wskutek porażenia dróg oddechowych.